# Тунгозеро (озеро)
Тунгозеро — пресноводное озеро на территории Кестеньгского сельского поселения Лоухского района Республики Карелии.

## Общие сведения
Площадь озера — 3,9 км², площадь водосборного бассейна — 42,8 км². Располагается на высоте 114,2 метров над уровнем моря.
Форма озера продолговатая: оно более чем на три километра вытянуто с запада на восток. Берега немного изрезанные, каменисто-песчаные, преимущественно возвышенные.
С северо-западной стороны озера вытекает безымянный водоток, впадающий с правого берега в реку Манинку, которая, в свою очередь, впадает в Пяозеро.
В озере расположено не менее трёх небольших безымянных островов различной площади.
На северном берегу Тунгозера располагается часть одноимённого посёлка, через который проходит трасса 86К-127 («Р-21 „Кола“ — Пяозерский — граница с Финляндской Республикой»).
Код объекта в государственном водном реестре — 02020000411102000000520.